# Golfinho-corcunda-indopacífico
O golfinho-corcunda-indopacífico (Sousa chinensis) é uma espécie de cetáceo da família Delphinidae encontrada no oceano Índico e sudoeste do Pacífico, principalmente em águas costeiras.

## Nomenclatura e taxonomia
A espécie foi descrita por Pehr Osbeck em 1765 como Delphinus chinensis. Foi recombinada para Steno chinensis por John Edward Gray em 1871 e para Sotalia sinensis por William Henry Flower em 1883.
A população do Índico, Sousa plumbea, é considerada como uma espécie distintas por alguns autores, entretanto, as diferenças morfológicas entre as populações geográficas são consideradas plesiomórficas. De maneira conservativa Sousa plumbea é mantida como sinônimo de Sousa chinensis até que uma revisão taxonômica ampla seja feita.